# Henri Pontus
Henri Hubert Pontus (Verviers, 12 maart 1903 - Montzen, 22 april 1968) was een Belgisch senator.

## Levensloop
Henri Pontus doorliep lager onderwijs in de Duitse taal. In 1918 trad hij als leerling-chauffeur in dienst bij de Belgische spoorwegen. Twee jaar later slaagde hij er voor een examen en kon hij aan de slag gaan als machinist-mecanicien in het station van Montzen. 
Van zodra hij bij de spoorwegen werkte, was Pontus aangesloten bij de socialistische spoorwegvakbond, waarvan hij in Montzen een afdeling stichtte en er bijdragen voor inzamelde. Ook militeerde hij voor de Belgische Werkliedenpartij, in een regio waar de socialisten traditioneel moeilijk stemmen haalden. Tijdens de Tweede Wereldoorlog verruilde Pontus Montzen tijdelijk voor Verviers, aangezien Montzen gedurende de Duitse bezetting door het Derde Rijk werd bezet en hij niet in dat rijk wilde leven. Na de oorlog keerde hij terug naar Montzen en hernam hij zijn syndicale activiteiten. Ook bekommerde hij zich om het hervormen van de werking van de regionale afdeling van de vakcentrale CGSP in Welkenraedt. Van 1952 tot 1964 was Pontus gemeenteraadslid van Montzen.
In juni 1950 werd hij door de PSB aangesteld tot provinciaal senator voor de provincie Luik. Hij dankte die benoeming aan zijn kennis van het Duits en werd beschouwd als de officieuze socialistische mandataris van de Oostkantons. Hij bleef provinciaal senator tot in 1965 en zetelde daarna een jaar als rechtstreeks gekozen senator voor het arrondissement Verviers in de Senaat. In oktober 1966 verliet hij om gezondheidsredenen de actieve politiek.
Als senator verdedigde Pontus vooral de belangen van zijn streek en haar inwoners. In december 1955 pleitte hij voor voorbesprekingen tussen België en de Bondsrepubliek Duitsland in afwachting van een bilaterale conferentie tussen beide landen om de sociale situatie van de grensbewoners in de Oostkantons te regelen. Ook kaartte hij het gebrek van Duitstalige uitzendingen op de Belgische televisie aan, evenals het feit dat sommige Duitstaligen geen pensioen of bouwpremie kregen vanwege een "dubbelzinnige houding" in de oorlog. Ook de spoorwegen konden op zijn aandacht rekenen. Zo stelde hij aan de kaak dat werknemers van de NMBS ontslagen of geschorst konden worden als ze op weg naar hun werk betrokken raakten in een ongeval en ondersteunde hij de eisen van het spoorwegpersoneel voor de afschaffing van administratieve sancties voor stakingen en het invoeren van een vijfdagenwerkweek. 